# Nižný Mirošov
Nižný Mirošov est un village de Slovaquie situé dans la région de Prešov.

## Histoire
Première mention écrite du village en 1567.

## Démographie

### Évolution de la population
| Année:               | 1994. | 2004.    | 2014.   | 2024.   |
| -------------------- | ----- | -------- | ------- | ------- |
| Nombre de personnes: | 220   | 257      | 258     | 265     |
| Différence:          |       | +16,81 % | +0,38 % | +2,71 % |

| Année:               | 2023. | 2024.   |
| -------------------- | ----- | ------- |
| Nombre de personnes: | 259   | 265     |
| Différence:          |       | +2,31 % |